# Parròquia de Gramzda
La Parròquia de Gramzda (en letó: Gramzdas pagasts) és una unitat administrativa del municipi de Priekule, al sud de Letònia. Abans de la reforma territorial administrativa de l'any 2009 pertanyia al raion de Liepaja.

## Pobles, viles i assentaments
- Aizvīķi
- Dāma
- Gramzda
- Laukmuiža
- Mazdāma